# Patriarcha (Bible)
Označením patriarcha se označují některé osoby z knihy Genesis. 
V užším smyslu jsou za patriarchy označováni praotcové izraelského národa – Abrahám, Izák a Jákob; někdy i dvanáct Jákobových synů.
V širším významu je patriarcha někdo z prvních generací lidí na zemi, potomci Adama a Evy, např. Šét, Enóš, Kénan, Mahalalel, Jered, Henoch, Metúšelach, Lámech a Noe. Patriarchové se někdy rozdělují na předpotopní a popotopní.